# NRNA-Japan
NRNA-JAPAN（かいがいざいじゅうネパールじんきょうかい 日本支部、Non Resident Nepali Association(NRNA-JAPAN)、गैरं आवसीय नेपाली संघ जापान）は本国ネパールで海外在住ネパール人協会(NRNA)が設立されたことを受け、日本国内の国内委員会(NCC)として設立された機関である。
日本支部は2004年2月12日にアドホック委員会として設立された。
アドホック執行部『2004-2006』

会長　ラジャン・プロダナング

幹事長　クマル・バスネット

第一回委員会『2006－2008』

会長　ラジャン・プロダナング

幹事長　ヘムラジ・シャルマ（前半）

　　　　ベル・タパ（後半）

第二回委員会『2008-2010』

会長　ヴァッタ・ヴァバン　（現NRNA-ICC副会長）

幹事長　スディプ・アディカリ

第三回委員会『2010-2011』

会長　ラル・バハドゥル・ケシ（ローシャン）

幹事長　ジギャン　クマル　タパ

第四回委員会『2011-2013』

会長　オム・グルン

幹事長　ラジェンドラ・パラジュリ

第五回委員会『2013-2015』

会長　パラス・マニ・ポカレル

幹事長　ビノドゥ・カナル

第六回委員会『2015-2017』

会長　スダン・タパ

幹事長　アヌジュ・タパ
第七回委員会『2017-2019』
会長：タシ・ワンディ・ラマ(टासी  वान्ग्दी लामा)
幹事長：バディラジ・ギミーレ (बुद्धि राज घिमिरे)
第八回委員会『2019-2021』
会長：バンダリデビラール (Bhandari Devilal)
幹事長 : シャヒ ジャナク ビクラム
(Shahi Janak Bikram)
第九回委員会『2021-2023』
会長：シヴァ　プラサド　ポーデル(Shiva Prasad Poudel)
幹事長 : シッダールタ　シュレスタ(Siddhartha Shrestha)
第10回委員会『2023-2025』
会長：ニウレ・ナビン (Nabin Neure)
幹事長 : ティカラム・カレル (Tikaram Kharel)
第11回委員会『2025-2027』
会長： スヴァシュ・ラミチャンネ  (Suvash Lamichhane)